# 日
日，一般指地球日，是时间单位。

「日」的筆劃順序

- 时长单位，也称天，大約是地球相對太陽自轉一周之时长，即一晝夜循環。自1967年后，科学上「日」已经由國際度量衡局（BIPM）以原子能階躍遷规定为86400秒。一日 = 24 小时 = 86400秒。
- 时刻单位，也称号，日期的简称，如：今日是2025年8月14日，这里的「日」是指8月第14日。

「日」有时指每週的星期日。口语中，「日」或者「天」有时也可能特指白晝，即不包括夜晚之半日時間。

## 介紹

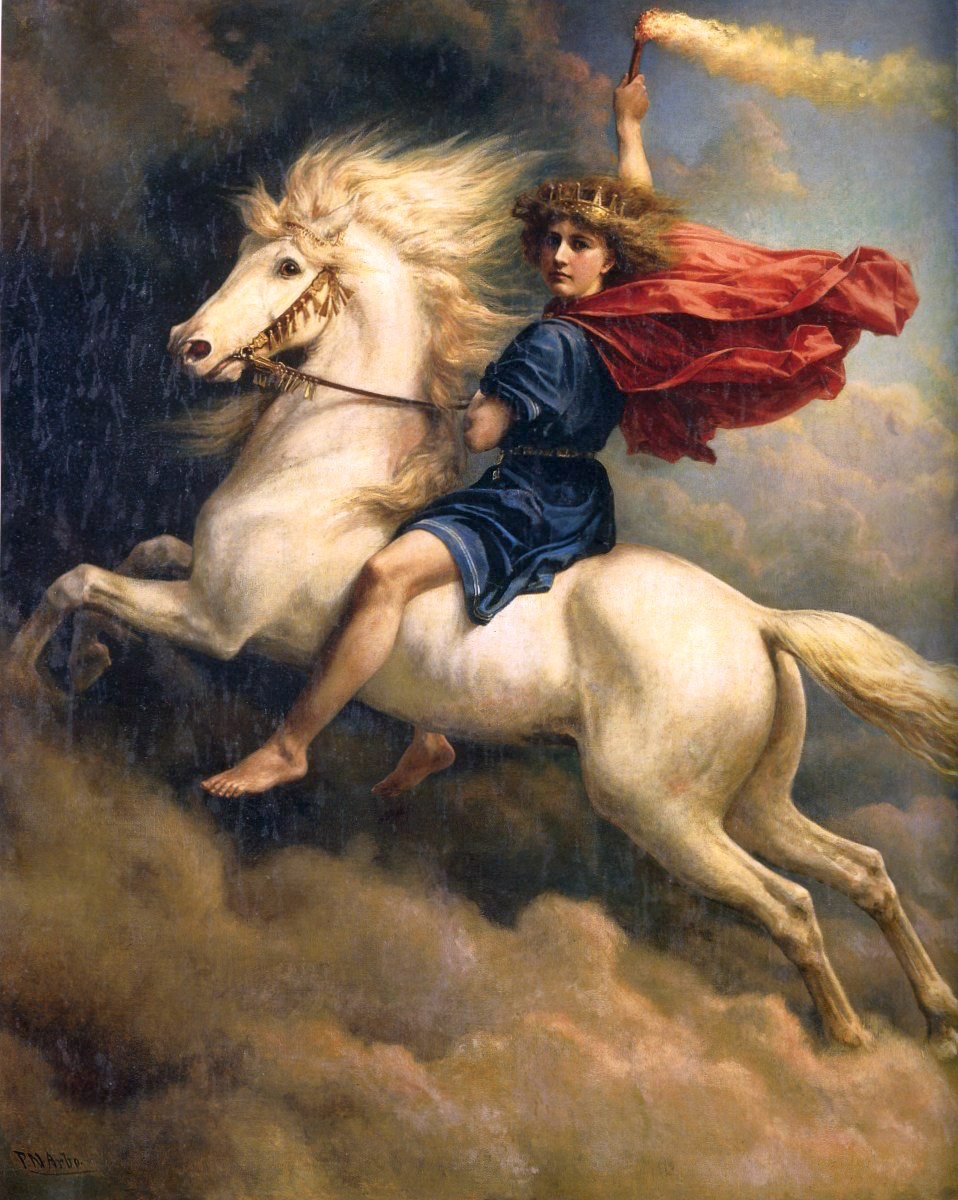
達古，北歐日神，這幅騎在馬上的繪畫是19世紀的彼得·尼可萊·阿部（Peter Nicolai Arbo）所繪

### 視太陽與平太陽日
除了一日24小時（86,400秒）之外，基於地球繞其自轉軸旋轉，「一日」有幾種不同定義。真太陽日（或稱視太陽日）定義為太陽重返到其在天空中最高點所經歷之時間。因為地球是在一個橢圓且自轉傾斜的軌道，因此真太陽日之週期會增長或縮短7.9秒，在一年當中的平均值，即平太陽日，就等於24小時（86,400秒）。
古代人還自行制定了新的一日是開始於太陽於當地的地平線升起或是沉下（例如，義大利的船位測定）的確切時刻和間隔，而兩次的日出或日落時間與間隔取決於當地的地理位置（包括經度和緯度），和一年當中的時間。這些在古代是由半球日晷來顯示。
更明確的一日由太陽兩次通過地方子午線的時間間隔來定義，這出現在當地的正午（上中天）或子夜（下中天），確切的時刻取決於當地的經度，並且與在一年當中的時間也有一些關係。這樣的一日長度接近於常數（24小時±30秒），可以用現代的日晷來顯示。
進一步的改革是以在天球赤道上以等速運動的虛擬太陽來定義，速度是真實太陽的平均值，即平太陽日；但是這樣就刪除了地球在一年當中沿著軌道的變化（包括地軸的傾斜與速度變化）。

### 白晝
在感覺上白晝是明顯有別於夜晚，通常定義為陽光能夠沒有阻礙的直接抵達該地區地面的時間，白晝的平均長度略為超過每日24小時的一半。有兩個原因使平均的白晝比較長：太陽不是一個點，它的視直徑有32弧分；另一方面，大氣層會折射陽光，這樣的效應使在地平線下約34弧分的太陽光仍到達地平線上。所以當太陽仍在地平線下50弧分時，第一線陽光就已經抵達地面。故此白晝平均長12小時7分鐘。

## 語源
中文「日」字乃象形文字，本義為太陽，後引申為紀時單位，指一晝夜循環。
英文名詞day來自古英語的dæg，在所有其它的印歐語系中也有相似的名詞(但不一定是同源詞)：在德國是Tag、在拉丁是dies、在威爾斯是dydd、在梵文是dive、在挪威、丹麥和瑞典是dag。

## 國際基礎單位(SI)
「日」是人類所知最早及最準確的時間單位之一。為了更精確地確定一日裡之時間，人們又在日之基礎上劃分更小的時間單位。在天文學家知道地球在自轉軸上的自轉不夠穩定，不足以作為時間標準後，標準計時單位才不再以日為基礎，開始轉為定義更小更精確的單位，即是「秒」。
在1967年之前，國際上以1900年太陽年為時間基準，以1900年太陽日的平均時間長來定義其他較小的時間單位（時、分和秒）。
在1967年，重新以銫原子活動來定義秒，並且成為時間的國際基礎單位（SI）。稱為「日」的時間測量單位定義為86,400SI秒，並且標示的符號為d，但它雖然不是SI單位，但被接受並且在SI中使用。
國際度量衡局（BIPM）定義秒為：
一秒 = 銫133原子在超精細結構和基態這兩個能階之間持續9,192,631,770次躍遷輻射之時間。
一日定義為86,400秒。所以，國際單位制（SI）之一日精確等於794,243,384,928,000個上述週期。
它等於民用日，與協調世界時（UTC）以加或減一秒的閏秒來調整。地球上的太陽日是許多種自然現象中的一種，它們構成類似程式或模式的晝夜節奏。

### 閏秒
還有一個額外因素影響行星等天體自轉週期，就是潮汐效應。地球的日隨著時間的推移是逐日增長的。經由電腦的模擬，在地球新生的45億年前，一日原本的長度大約只是現今的6小時。而依據交替層 （交替的砂岩）的紀錄，在6億2000萬年前大約是21.9小時。這種現象是因為月球引起的潮汐使地球自轉變慢。因為秒是以地球自轉週期為依據定義，使得現在一日的平均長度大約是86,400.002秒，平均每個世紀增加1.7微秒（取過去2,700年的平均），細節請參見潮汐加速。
為維持民用時與視太陽運動一致，在協調世界時時標下之一日可以包含閏秒或跳秒，因此一日可以有86,399秒或86,401秒。是否要插入閏秒是依據國際地球自轉和參考座標系統服務測量之地球自轉，提前公佈。閏秒只能在6月30日和12月31日結束時調整。

### 民用日

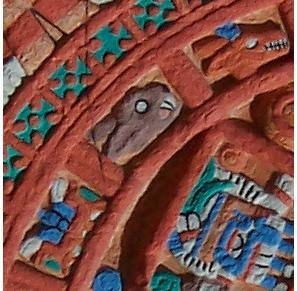
阿茲提克曆石中之水、兔子和鹿：阿茲提克20日曆法中之三個符號

基於民用目地的共同時間，是以某一條中央子午線來定義整個地區的平均太陽時。這種時區的採用開始於19世紀中葉，在鐵路的時刻表中採用，到1929年大多數主要國家都加入使用。全世界使用的時區大約有40種，最主要的是「世界時 (World time)」或協調世界時 (UTC)。
民用時的一日共同約定開始於子夜，這相當接近太陽在時區中央子午線下中天的位置。一日通常分割為24小時，每小時60分鐘，每分鐘60秒。

### 十進時
中國古代也有曾經使用十進時。漏壺計時方法，將整日分為100份，每份稱為「刻」，每刻等如現時的14.4分鐘。但大部份時間，中國是將一日劃分為12個時辰，時辰以下的劃分多採用十進制。
在19世紀，也曾有人建議以一個天文日的小數分數（1⁄10,000或1⁄100,000）做為時間的基本單位，即十進時。這曾經在十進位制和法國共和曆中實施過。在法國大革命期間的1793年11月24日，法國政府明確規定每日分成10小時（現時的144分鐘），每小時分成100「十進分鐘」（現時的86.4秒），每「十進分鐘」分成100「十進秒」（現時的0.864秒）。子夜為10時正，正午則為5時正。十進時於1805年廢除。

### 六十進制
現今常用的24小時計時方式來自古埃及和古巴比倫。古埃及使用日晷時開始將一日分為12時之白晝和12時之夜晚。60分和60秒的用法則來自古巴比倫。

## 天文學測量
一日86,400秒的精確數值是天文學上的時間單位，但「秒」並不非常適合在天文學上應用。
天文學中，有三種方法定義一顆行星或天然衛星之「一日」：
- 真太陽日－某天體以其所環繞的公轉天體為參照物，自轉一周的時長。最準確的測量方法是從當地的正午至該地下一個正午。這種假定實際上把恆星當成了沒有大小並且固定不動的點，而實際上因為天體的軌道是橢圓而不是圓形，天體在軌道上不同的位置有不同的速度，而且恆星的大小不能忽略不計，所以在一個軌道週期內，也就是一年的時間中，太陽日每日都不一樣長，太陽日並不等於一顆天體繞自轉軸旋轉一週的自轉週期 。
- 平太陽日－相對於它所繞行的恆星轉動一圈之平均時間。
- 自轉週期/恆星日－相對於遙遠、固定不動之恆星自轉一圈之時間，或相對於春分點轉動一圈之時間。地球上，兩者因歲差差8.4毫秒。

對地球而言，恒星日大約比太陽日短約3分56秒。因為，事實上，在一年365.2422日當中，地球繞著自轉軸轉了366.2422圈，這是因為地球繞日公轉抵消了一個視太陽日的轉動。

## 通俗用法
這個名詞有各種不同的含意，包括以下這些：
全日
- 24小時（精確的）；
- 包含光明與黑暗的一整日，開始於黑暗期間的開始或是接進黑暗期間的中間；
- 包含光明與黑暗的一整日，在英文中有時稱為nychthemeron（英语：nychthemeron），這是源自希臘的night-day；要區分全日，之前英文是使用通俗的單字nychthemeron（英语：nychthemeron）或更通俗的24小時；在其它的語言，通常是使用後者。其它的語言也有單獨的字詞來表示完整的一日，像是希伯來文的、瑞士的 、荷蘭的etmaal （页面存档备份，存于）、波蘭的和俄文的。在西班牙，使用singladura，但只是作為航海的時間單位，並且涵蓋在24小時的時間之內[20]；

白晝
- 白晝，太陽出現在當地地平線以上的期間，也就是從日出到日落的時段；
- 從6:00 AM到6:00 PM或9:00 PM，或與其他一些固定的時鐘週期重疊，或是以其它的時間週期另行制定，像是"早晨"、"黃昏"、或"傍晚"。

## 日之分界

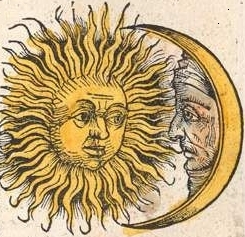
太陽和月亮，1493年纽伦堡编年史的插圖

對大多數晝行動物，一日自然地開始於黎明和結束於日落。人類，基於文化背景和科學知識不同，有幾個不同概念取代了日之自然邊界，分別為猶太、伊斯蘭、希臘制以日落為日界，中國、羅馬制以子夜為日界，埃及、巴比倫制以日出為日界。

### 日落為日界
猶太人的日開始於日落或傍晚（當三分之二-星等恆星出現）。穆斯林在齋戒月的每一日固定從黎明到日落。大馬士革檔案，在死海古卷中也相同發現，在安息日的陳述被認為在看見太陽盤面在地平線上的距離與它的直徑相同時，「沒有人需要在禮拜五工作」，大概表示負責此項工作的寺院社會將一日之結束定為日落前之不久，並將日落做為一日之開始。
中世紀歐洲遵循著此一傳統，稱為佛羅倫斯曆推算：在此系統中，一日開始於日落後的兩小時，因此黃昏的時間在現在的推算必須要退回一曆日；像是聖誕夜、萬聖節前夕、和聖安吉的前夕，此等在舊曆法留存的節日，都是在節慶日前夜。

### 子夜為日界
目前全球大部份地區共同約定的民用日開始於子夜乃沿用古羅馬帝國制度，也就是由0:00開始計算完整的24小時直到24:00前；並以正午為一完整日之半分間。中國古代以子正初刻（00:00）為一日之開始，夜子初四刻（24:00）為一日之終結。

### 日出為日界
在古埃及及古巴比倫，從日出到日出被認為是一日；在美國 ，夜晚是接在日之後，換言之，所謂「星期五晚」通常是指星期五和星期六之間的整個夜晚。此是與猶太人不同的模式，而此種差異在民用日常會造成混亂。
發生在子夜前後得事件，通常都會被宣布成發生在前一日的夜晚。雖然VCR的程式設計，所遵循之邏輯嚴格地將一日開始於子夜的0:00（錄影機設置的12小時標示法，將此個時間標示為「12:00 AM」，更容易造成混淆），但是電視節目指引仍然將日出前的節目附在前一日的節目表中，使得「今日」、「昨日」和「明日」的夜晚，更為含糊不清。

### 三十小時制
在較早期，票劵、宣判、等等具有一日或多日的有效期，或結束期，通常都會在子夜。但是，如果是一種服務（例如大眾運輸時刻表）的操作可能是從凌晨6:00至次日的凌晨1:00（可能會表示為25:00），最後一小時附屬前一日的工作日。依據日期的服務（「星期日關閉」、「不適用於星期五」，等等），都有含糊不清的風險。例如，在荷蘭鐵路一日票的有效時間是28小時，從0:00至28:00 （也就是第二日的凌晨4:00）。另一個例子是倫敦區域運輸服務的有效時間是「運輸日」，也就是說終止時間是票劵「到期」日期之後的凌晨4:30am。

## 註解及參考資料
1. ↑  32/2 + 34 = 50 弧分
2. ↑   50/60度 ÷ 360度 × 2(日出日落) × 24小時 ≈ 7分鐘
3. ↑  . 香港中文大學.   [2017-09-29]. （原始内容存档于2021-03-17）.
4. ↑  . Time Service Department, United States Naval Observatory.   [2006-12-31]. （原始内容存档于2016-01-28）.
5. ↑  .   [2010-11-19]. （原始内容存档于2009-10-01）.
6. ↑  .   [2010-12-06]. （原始内容存档于2011-01-10）.
7. ↑  . 人民网. 2007-10-16  [2013-10-14]. （原始内容存档于2020-05-11）.
8. ↑  . 新浪上海. 2012-07-02  [2013-10-14]. （原始内容存档于2013-10-17）.
9. ↑  《s:藝文類聚/卷068#漏刻》引《說文》：「漏以銅盛水．刻節．晝夜百刻」
10. ↑  .   [2013-10-15]. （原始内容存档于2014-01-15）.
11. ↑  Joseph Needham, Ling Wang, and Derek John de Solla Price Heavenly clockwork: the great astronomical clocks of medieval China （页面存档备份，存于） (Cambridge: Cambridge University Press, 1986) 199-202, ISBN 978-0-521-32276-8.
12. ↑  Jean-Claude Martzloff, "Chinese mathematical astronomy", in Helaine Selin, ed., Mathematics across cultures (Dordrecht: Kluwer, 2000) 373–407, p.393, ISBN 978-0-7923-6481-8.
13. ↑  Vera, Hector. . KronoScope (Brill). 2009, 9 (1-2): 31–32. ISSN 1567-715X. doi:10.1163/156771509X12638154745382.[永久]
14. ↑  d'Alembert, Jean le Rond. . 1754  [2013-10-15]. （原始内容存档于2012-12-15）.
15. ↑  Collignon, Claude Boniface. . 1788: 39–40  [2013-10-15]. （原始内容存档于2013-12-31）.
16. ↑  James Guillaume, Procès-verbaux du Comité d'instruction publique de la Convention nationale, t. I, pp. 227–228 et t. II, pp. 440–448 ; Michel Froechlé, « Le calendrier républicain correspondait-il à une nécessité scientifique ? », Congrès national des sociétés savantes : scientifiques et sociétés, Paris, 1989, pp. 453–465.
17. ↑  .   [2011-03-21]. （原始内容存档于2016-08-02）.
18. ↑  P. Kenneth Seidelmann, ed., Explanatory Supplement to the Astronomical Almanac （页面存档备份，存于）, (Mill Valley, CA: University Science Books, 1992) 696.
19. ↑  . 中國科普博覽.   [2013-10-14]. （原始内容存档于2021-02-14）.
20. ↑  . WordReference.com.   [2009-03-22]. （原始内容存档于2021-03-12）.
21. ↑  . 大紀元. 2008-05-23  [2013-10-14].[]
22. ↑  s:樂律表微_(四庫全書本)/卷3s:性理大全書 (四庫全書本)/卷22：子時初四刻屬前一日 正四刻屬後日 其兩日之間即所謂始之始 中之中也。
s:大統厯志_(四庫全書本)/卷6#日周一萬分：自子正初刻至夜子初四刻有此分。
s:天經或問 (四庫全書本)/卷3：世人但知 子属本日始 得亥為本日終時 殊不知 子對中正初之刻為本日始時 夜子初四刻為本日終時。

## 外部連結
- Definitions of day, night, twilight (USA navy site)（页面存档备份，存于）
- Formulas to calculate the length of day and night（页面存档备份，存于）
- Sunrise and sunset, all year long, anywhere（页面存档备份，存于）
- Show where it is daytime at the moment （页面存档备份，存于）